# Pandemia de COVID-19 en Ceará
El primer caso de la pandemia de enfermedad por coronavirus en Ceará, estado de Brasil, inició el 15 de marzo de 2020. Hay 162.429 casos confirmados y 7.509 fallecidos.

## Cronología

### Marzo
El 15 de marzo se reportaron los tres primeros casos de la COVID-19 en Fortaleza, capital de Ceará. Los tres son pacientes que habían regresado de un viaje al extranjero.
El 26 de marzo se registró la primera muerte por la COVID-19 en Fortaleza, el occiso fue un hombre de 72 años que ya sufría diabetes.

## Registro
Lista de municipios de Ceará con casos confirmados:
| Posición | Municipio                       | N.º casos | N.º muertes |
| -------- | ------------------------------- | --------- | ----------- |
| 1        | Fortaleza                       | 6082      | 413         |
| 2        | Caucaia                         | 301       | 15          |
| 3        | Maracanaú                       | 161       | 15          |
| 4        | Sobral (Ceará)                  | 141       | 5           |
| 5        | Eusébio (Ceará)                 | 77        | 7           |
| 6        | Maranguape                      | 71        | 9           |
| 7        | Aquiraz                         | 64        | 2           |
| 8        | Itapipoca                       | 58        | 3           |
| 9        | Pacatuba (Ceará)                | 50        | 3           |
| 10       | Itaitinga                       | 49        | 3           |
| 11       | São Gonçalo do Amarante (Ceará) | 41        | 3           |
| 12       | Horizonte (Ceará)               | 38        | 2           |
| 13       | Iguatu (Ceará)                  | 32        | 5           |
| 14       | Acaraú                          | 31        | 1           |
| 15       | Quixadá                         | 30        | 1           |